# Поля зрошення

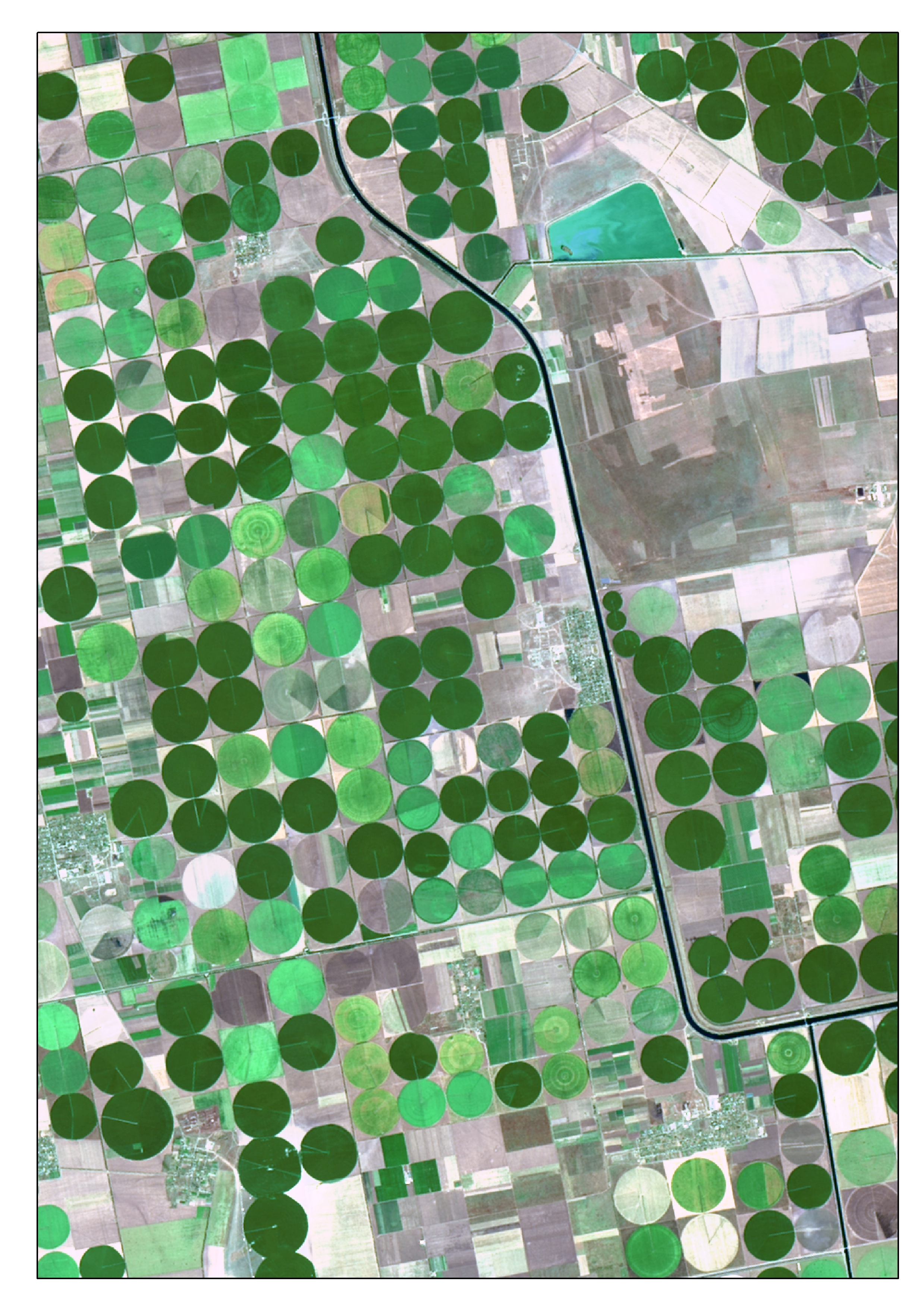
Супутникове зображення зрошуваних полів та системи іригації Каховського зрошувального каналу отримане супутником Landsat 8.

Поля зрошення — спеціально підготовлені земельні ділянки, які зрошуються стічними водами при одночасному вирощуванні сільськогосподарських культур (овочевих і ягідних). Поля зрошення іноді використовують для фільтрування стічних вод. У цьому випадку вони називаються полями фільтрації. Поля зрошення і фільтрування використовують для очищення стічних вод рідко. Звичайно для остаточного очищення і відстоювання води направляють у біологічні ставки.
На полях зрошення здійснюється біологічне очищення стічних вод в умовах наближених до природних.